# Kismet (1955)
Kismet is een Amerikaanse muziekfilm uit 1955 onder regie van Vincente Minnelli en Stanley Donen.

## Verhaal
Een eenvoudige dichter uit Bagdad steelt geld van een rijke man. Hij kan daardoor korte tijd een luxeleventje leiden, maar hij wordt al gauw gevangengenomen en ter dood veroordeeld. De jonge kalief brengt verkleed als een gewone jongen zijn tijd door in de stad. Hij ontmoet zo de dochter van de dichter en wordt verliefd op haar.

## Rolverdeling
| Acteur          | Personage         |
| --------------- | ----------------- |
| Howard Keel     | Dichter           |
| Ann Blyth       | Marsinah          |
| Dolores Gray    | Lalume            |
| Vic Damone      | Kalief            |
| Monty Woolley   | Omar              |
| Sebastian Cabot | Vizier            |
| Jay C. Flippen  | Jawan             |
| Mike Mazurki    | Hoofdbewaker      |
| Jack Elam       | Hassan Ben        |
| Ted de Corsia   | Bewaker           |
| Reiko Sato      | Prinses van Ababu |
| Patricia Dunn   | Prinses van Ababu |
| Wonci Lui       | Prinses van Ababu |
| Julie Robinson  | Zubbediya         |